# Haviland, Kansas
Haviland är en ort i Kiowa County i Kansas. Orten har fått sitt namn efter aktivisten Laura Smith Haviland. Vid 2020 års folkräkning hade Haviland 678 invånare.